# Horsfieldia macilenta
Horsfieldia macilenta là một loài thực vật thuộc họ Myristicaceae. Loài này có ở Indonesia và Malaysia.